# 27967 Beppebianchi
27967 Beppebianchi è un asteroide della fascia principale. Scoperto nel 1997, presenta un'orbita caratterizzata da un semiasse maggiore pari a 2,6268338 UA e da un'eccentricità di 0,1887719, inclinata di 9,45600° rispetto all'eclittica.